# سن دوناتو، اوربتلو
سن دوناتو (به ایتالیایی: San Donato) یک منطقهٔ مسکونی در ایتالیا است که در اوربتلو واقع شده‌است. سن دوناتو ۱۸ نفر جمعیت دارد و ۳۳ متر بالاتر از سطح دریا واقع شده‌است.